# ماتیاس لانگکمپ
ماتیاس لانگکمپ (انگلیسی: Matthias Langkamp؛ زادهٔ ۲۴ فوریهٔ ۱۹۸۴) بازیکن فوتبال اهل آلمان است.
از باشگاه‌هایی که در آن بازی کرده‌است می‌توان به باشگاه فوتبال گراس‌هاپر زوریخ، باشگاه فوتبال وولفسبورگ، باشگاه فوتبال آرمینیا بیله‌فلد، باشگاه فوتبال کارلسروهه، و باشگاه فوتبال پانیونیوس اشاره کرد.
وی همچنین در تیم‌های ملی فوتبال Germany national football B team و زیر ۲۱ سال آلمان بازی کرده‌است.